# Joseph Kikata Ngima
 (décembre 2009).
 (mai 2021).
Si vous disposez d'ouvrages ou d'articles de référence ou si vous connaissez des sites web de qualité traitant du thème abordé ici, merci de compléter l'article en donnant les références utiles à sa vérifiabilité et en les liant à la section « Notes et références ».
Joseph Ngima Kikata né le 2 décembre 1949 dans la province du Bandundu est un homme politique congolais. Il est licencié en sciences commerciales et financières de l'Université de Kinshasa (1974) et diplômé d'études supérieures spécialisées (DESS) en gestion de la Sécurité Sociale.

## Carrière politique
Élu député en 1982 et 1987 dans les rangs du MPR Parti-État dont il devient vice-président en 1990 lors de la démocratisation du régime par le maréchal Mobutu. Il entre au gouvernement de la république en qualité de ministre de la privatisation, de la participation et du portefeuille le 28 novembre 1991 (Gouvernement NGUNZ). Il exerce par la suite les fonctions de vice-gouverneur de la banque centrale du Congo (BCC) du 16 janvier 1995 au 17 mai 1997, date de prise de pouvoir d'État par l'AFDL.
Pendant la transition politique qui a mis fin à la rébellion déclenchée en 1998, il est parlementaire de 2003 à 2006, ainsi que directeur général de la Direction Générale des Recettes Administratives, Judiciaires, Domaniales et de Participations (DGRAD) de 2006 à 2007.
En 2023, il est porte-parole de l'APA/MLC.